# Антрим (округ)
Округ Антрим (енгл. County Antrim, ир. Contae Aontroma) је један од 32 историјска округа на острву Ирској, смештен у његовом североисточном делу, у покрајини Алстер. Округ је данас део подручја Северне Ирске. Седиште округа је истоимени град Антрим, док је највећи град Белфаст, главни град Северне Ирске (округу припада северни део града).
Данас појам округа Антрим има више историјско значење, а нема управни значај (као и других 5 округа у оквиру Северне Ирске), пошто је 1972. г. Северна Ирска добила нову подручну поделу на Савете.

## Положај и границе округа
Округ Антрим се налази у крајње североисточном делу ирског острва и североисточном делу Северне Ирске и граничи се са:
- север: Атлантски океан,
- исток: Ирско море,
- југ: округ Даун,
- југозапад: округ Арма и округ Тирон,
- запад: округ Дери.

## Природни услови
Антрим је по пространству један од већих ирских округа - заузима 9. место међу 32 округа.
Рељеф: Већи део округа Антрим је брежуљкасто подручје, 50-200 метара надморске висине. Ово је посебно особено за западни део, док је источни део више планински. Ту се налазе планине Антрим, високе 554 м.
Клима Клима у округу Антрим је умерено континентална са изразитим утицајем Атлантика и Голфске струје. Стога град одликује блага и веома променљива клима.
Воде: Округ Антрим има дугу и слабо разуђену морску обалу. На северу округ излази на Атлантик, а на истоку на Ирско море. На југу се налази Белфастски залив. Најважнија река у округу је Бан, истовремено и западна граница округа. Река Леган чини јужну границу округа. На крајњем југозападу округа је језеро Неј, највеће на ирском острву.

## Становништво
По подацима са Пописа 2011. године на подручју округа Антрим живело је преко 615 хиљада становника. Ово је значајно више него на Попису 1841. године, пре Ирске глади и великог исељавања Ираца у Америку. Међутим, последње три деценије број становника округа расте по стопи од приближно 1% годишње.
Етнички и верски састав - Становништво округа је подељено између већинских британских досељеника протестантске вероисповести (око 70%) и Ираца римокатоличке вероисповести (око 30%). Први преовлађују у средишњим и јужним деловима, док су други у већини у северним деловима округа. Римокатолици преовлађују и северном делу Белфаста, који припада округу.
Густина насељености - Округ Антрим има густину насељености од близу 220 ст./км², што је готово двоструко више од просека Северне Ирске (преко 120 ст./км²). Јужни део округа, део Белфаста и његовог приграђа, је много боље насељен него северни део.
Језик: У целом округу се званично се користи енглески.